# Конавле

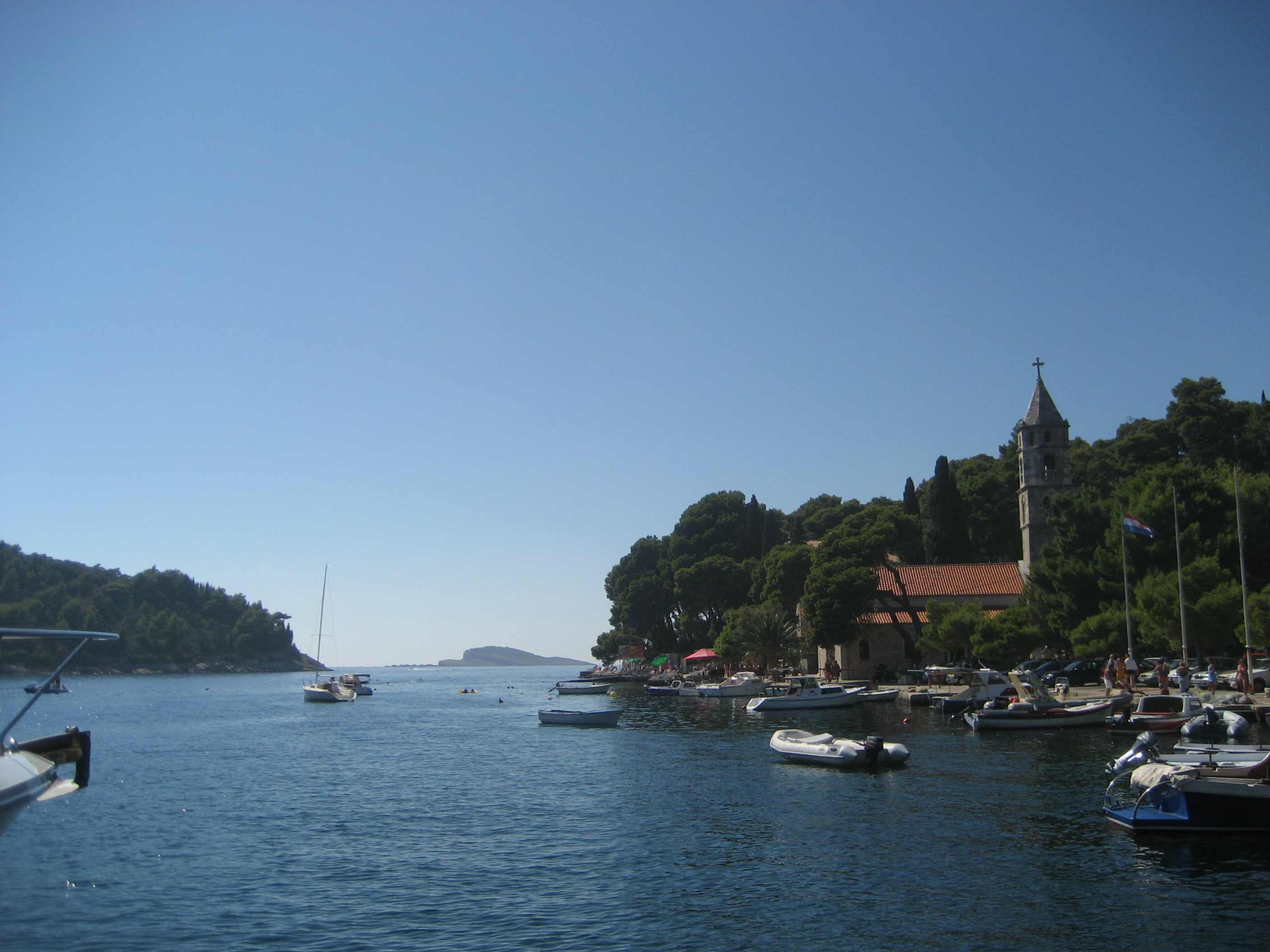
Цавтат

Ко́навле (хорв. Konavle) — найпівденніша громада Хорватії, розташована на березі Адріатичного моря. Населення — 8 250 ос. (на 2001 рік).
Межує з Боснією та Герцеговиною та Чорногорією. Біля села Чиліпі розташовано Міжнародний аеропорт Дубровника. Тільки місто Цавтат та село Молунат розташовані на березі моря, інші ж у внутрішніх районах громади. По інший бік від Адріатичного моря розташована гора Снєжніца — найвища точка Дубровницько-Неретванської жупанії з висотою 1234 м.

## Склад громади
31 село та 1 місто:
- Бротниці — 34
- Віталіна — 242
- Водоваджа — 212
- Габрили — 160
- Груда — 753
- Дрвеник — 70
- Дуба-Конавоська — 75
- Дубравка — 265
- Дунаве — 173
- Джуриничі — 110
- Застолє — 143
- Звековиця — 400
- Комаї — 284
- Куна-Конавоська — 30
- Ловорно — 160
- Люта — 192
- Миханичі — 106
- Микуличі — 105
- Мочичі — 381
- Молунат — 217
- Палє Брдо — 150
- Плочиці — 95
- Полиці — 81
- Поповичі — 249
- Придвор'є — 255
- Радовчичі — 228
- Стравча — 57
- Шилєський — 24
- Ускоплє — 124
- Цавтат (місто) — 2 015
- Чилипи — 838
- Ясениці — 22

## Галерея

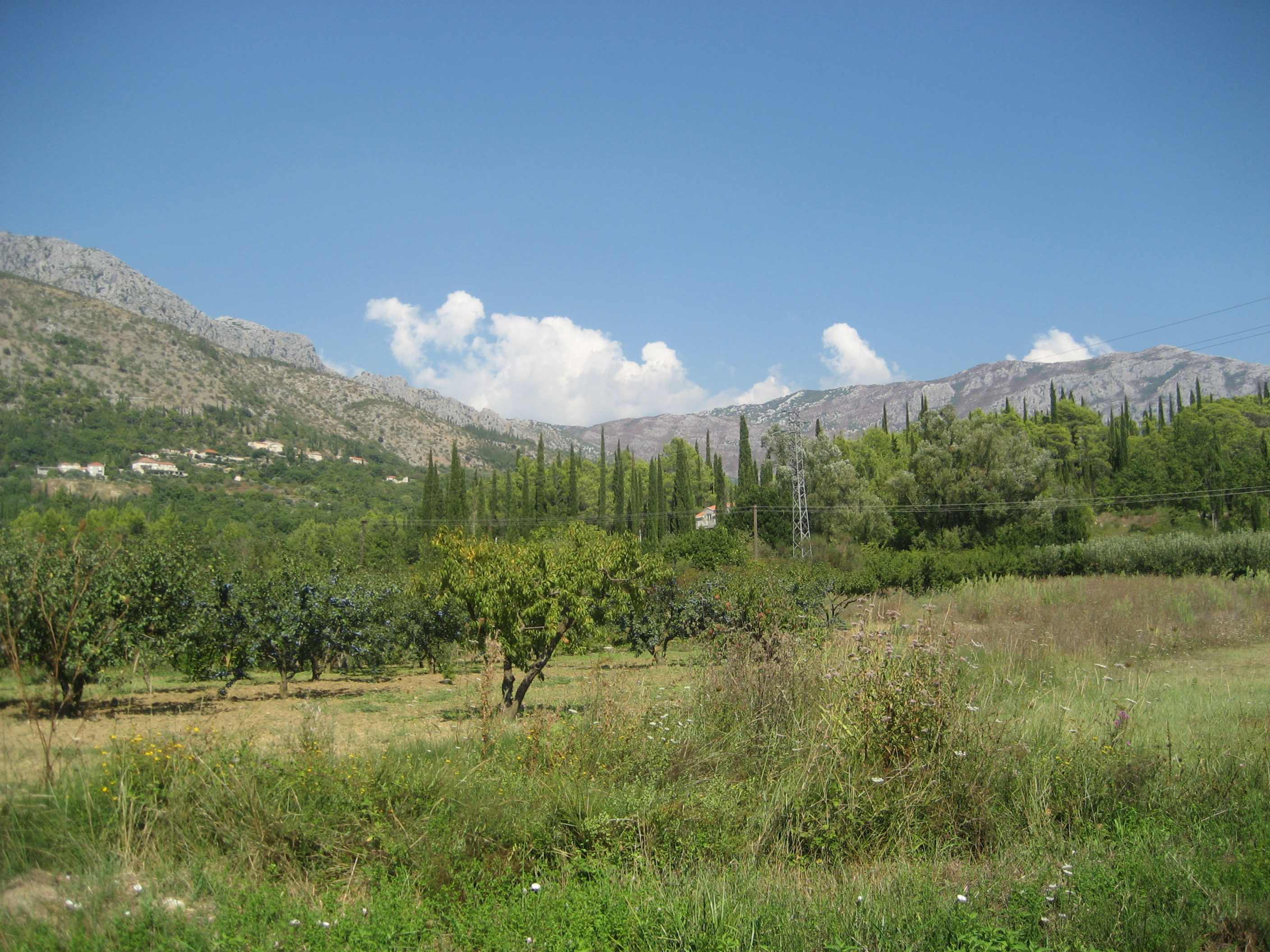
Краєвид Конавле, гора
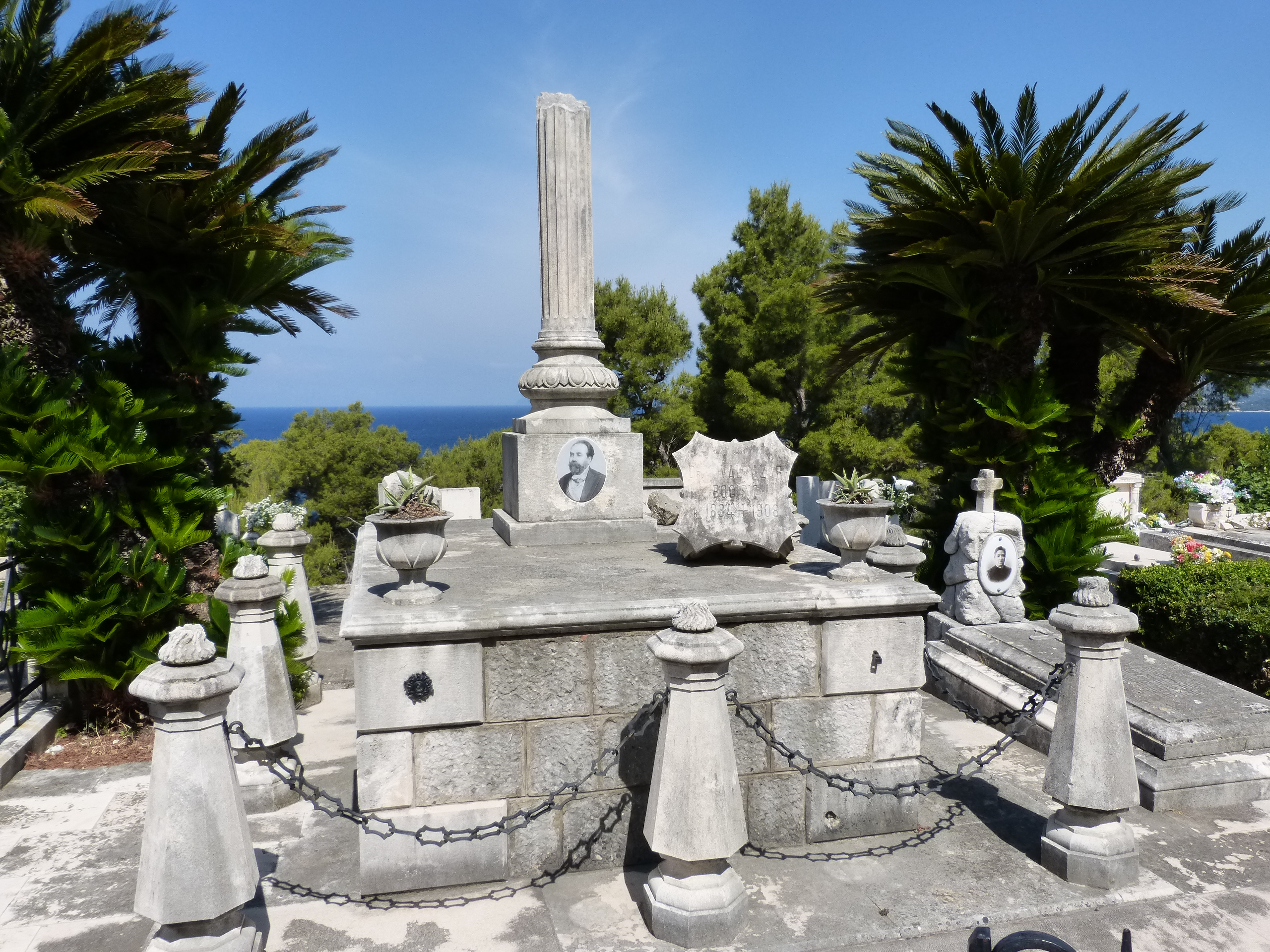
Могила Балтазара Богішича в Цавтаті
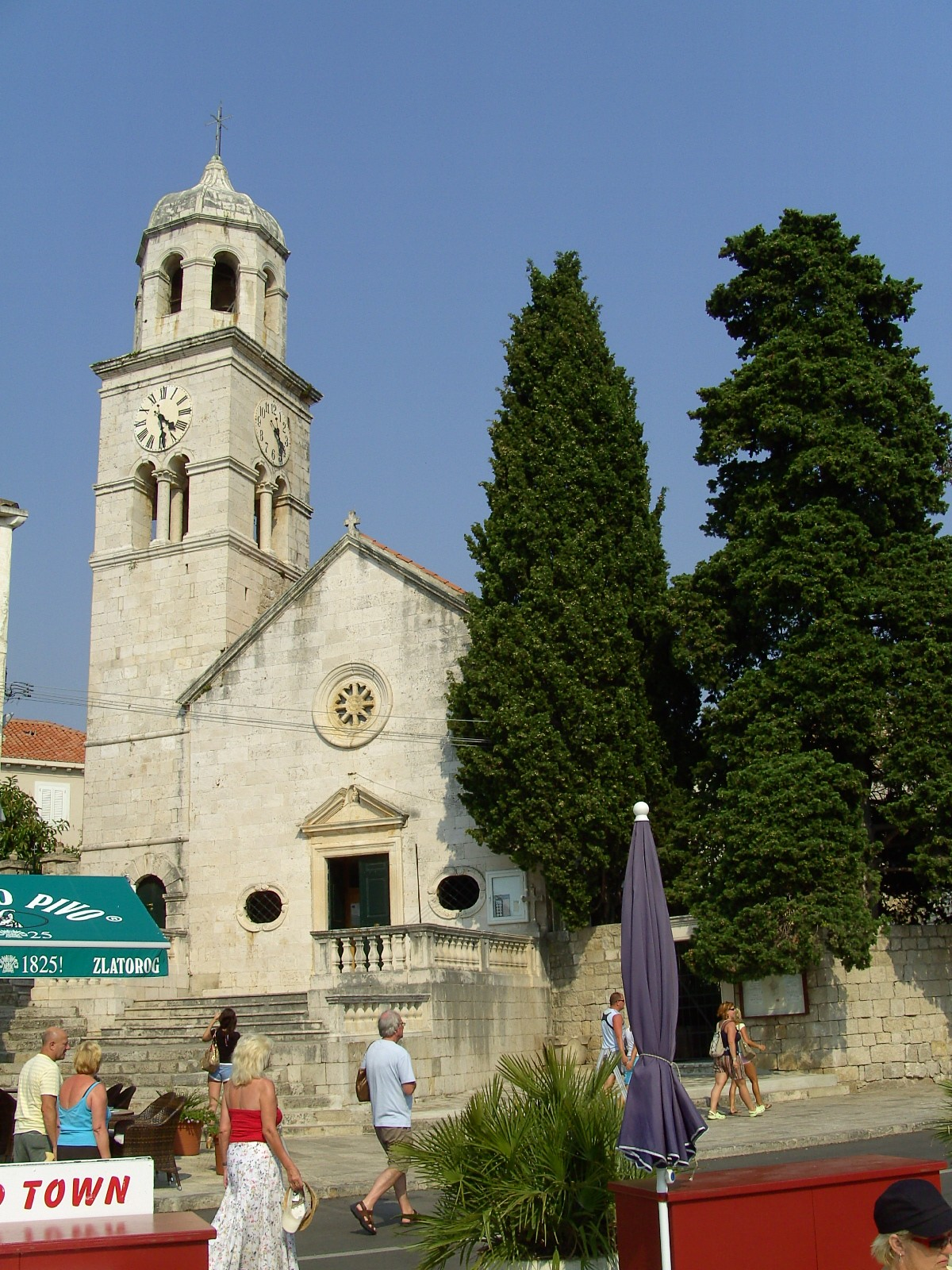
Костел Святого Миколая
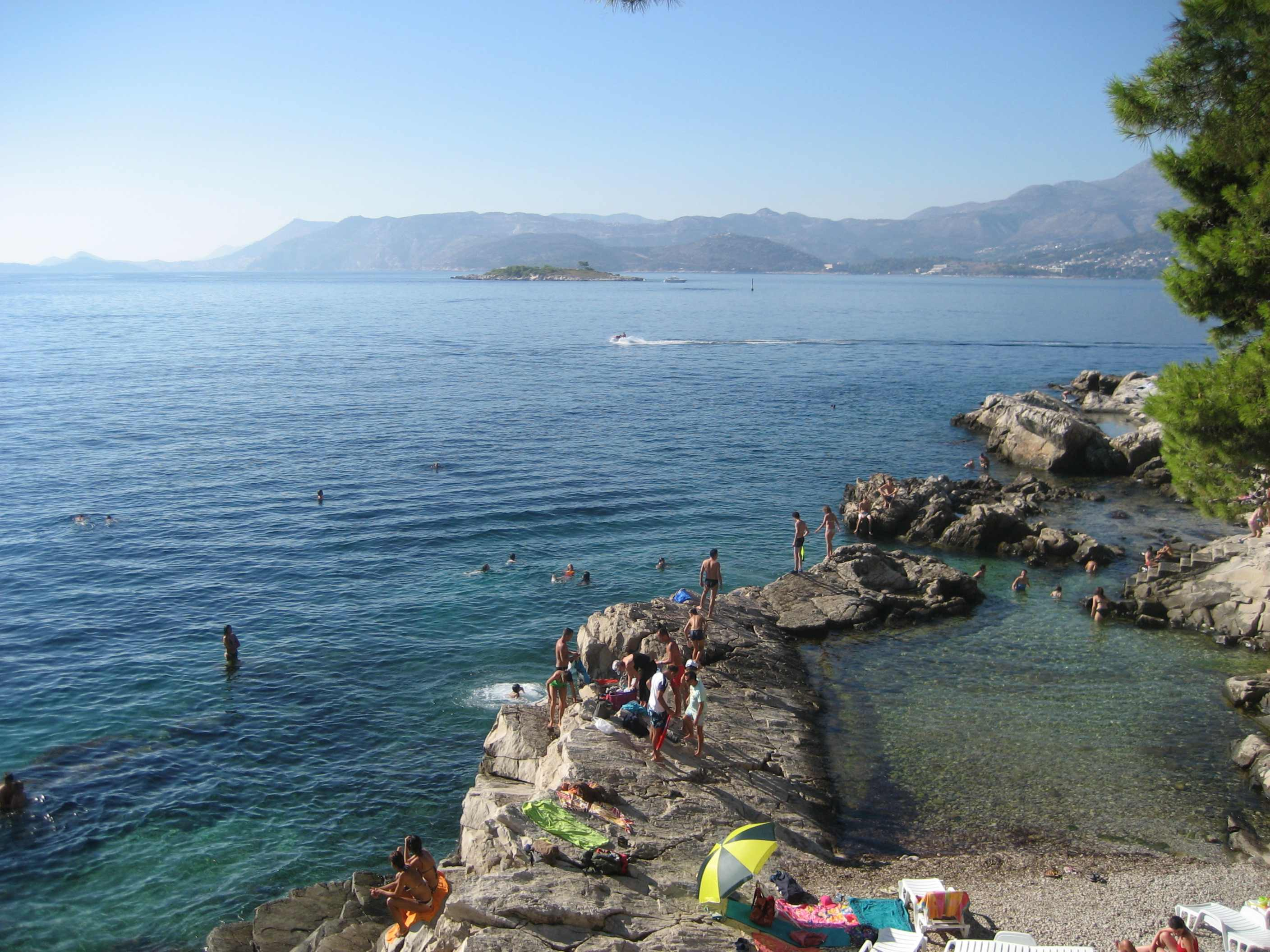
пляж
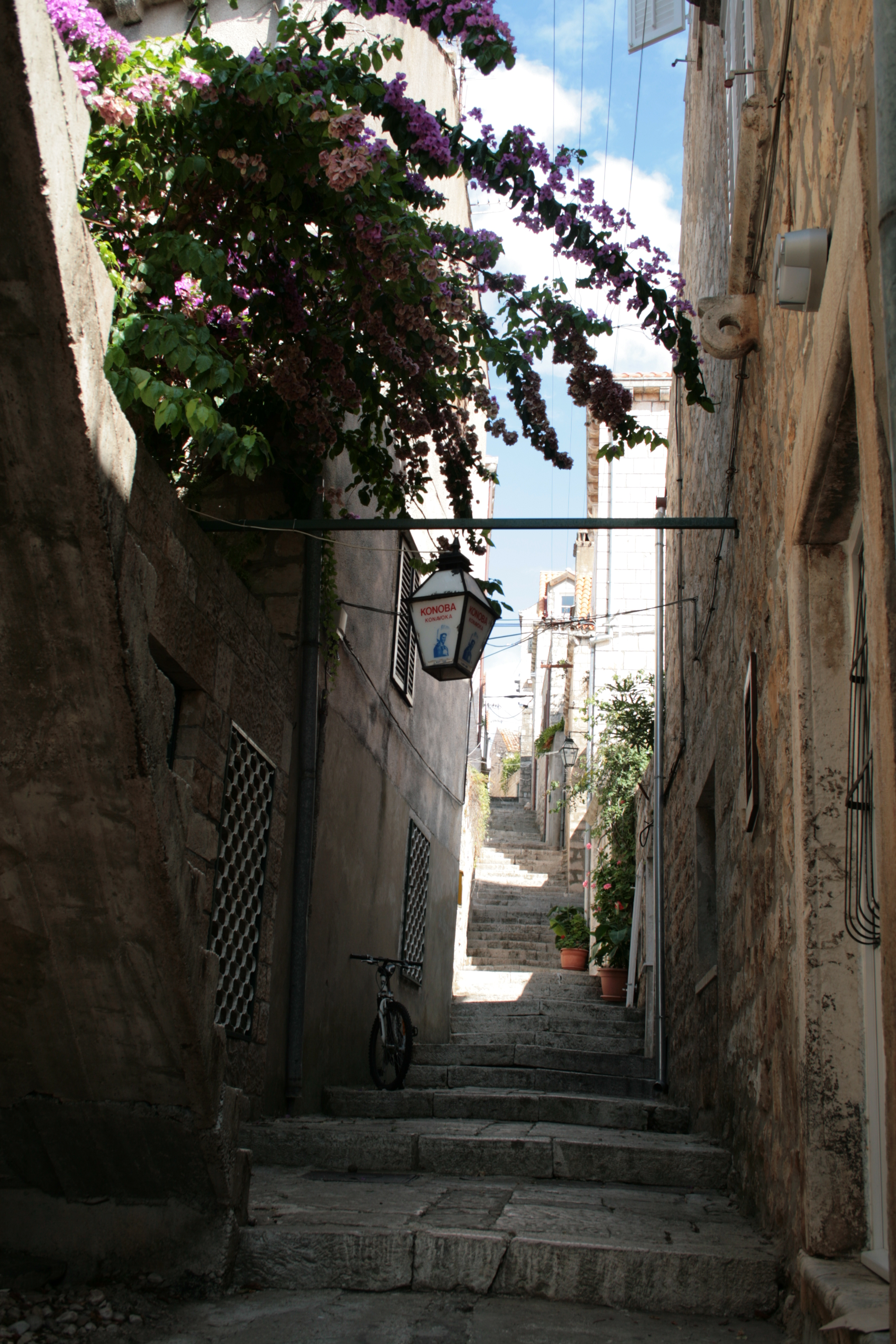
Вузенька вулиця в Цавтаті
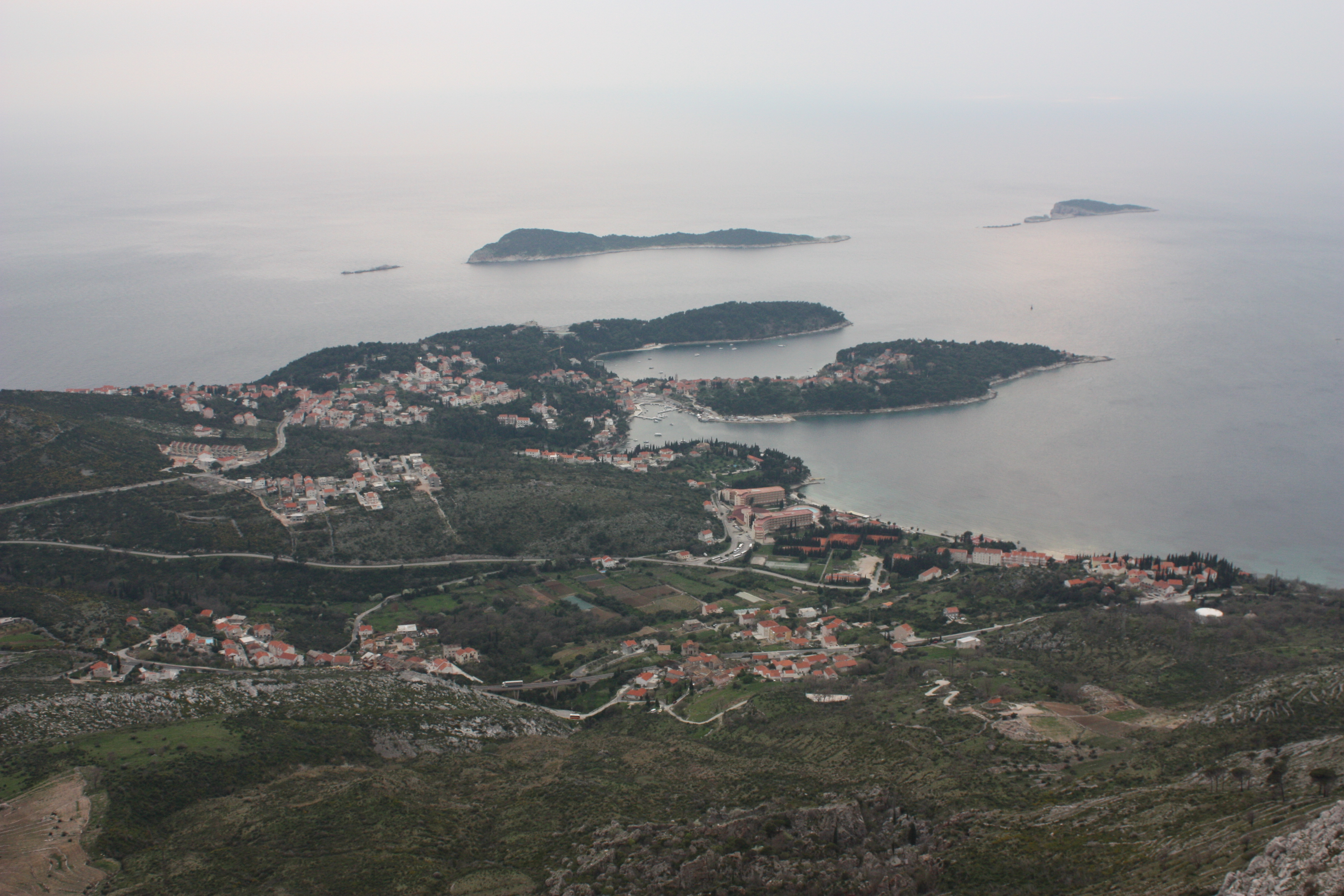
Міста Цавтат із висоти пташиного польоту
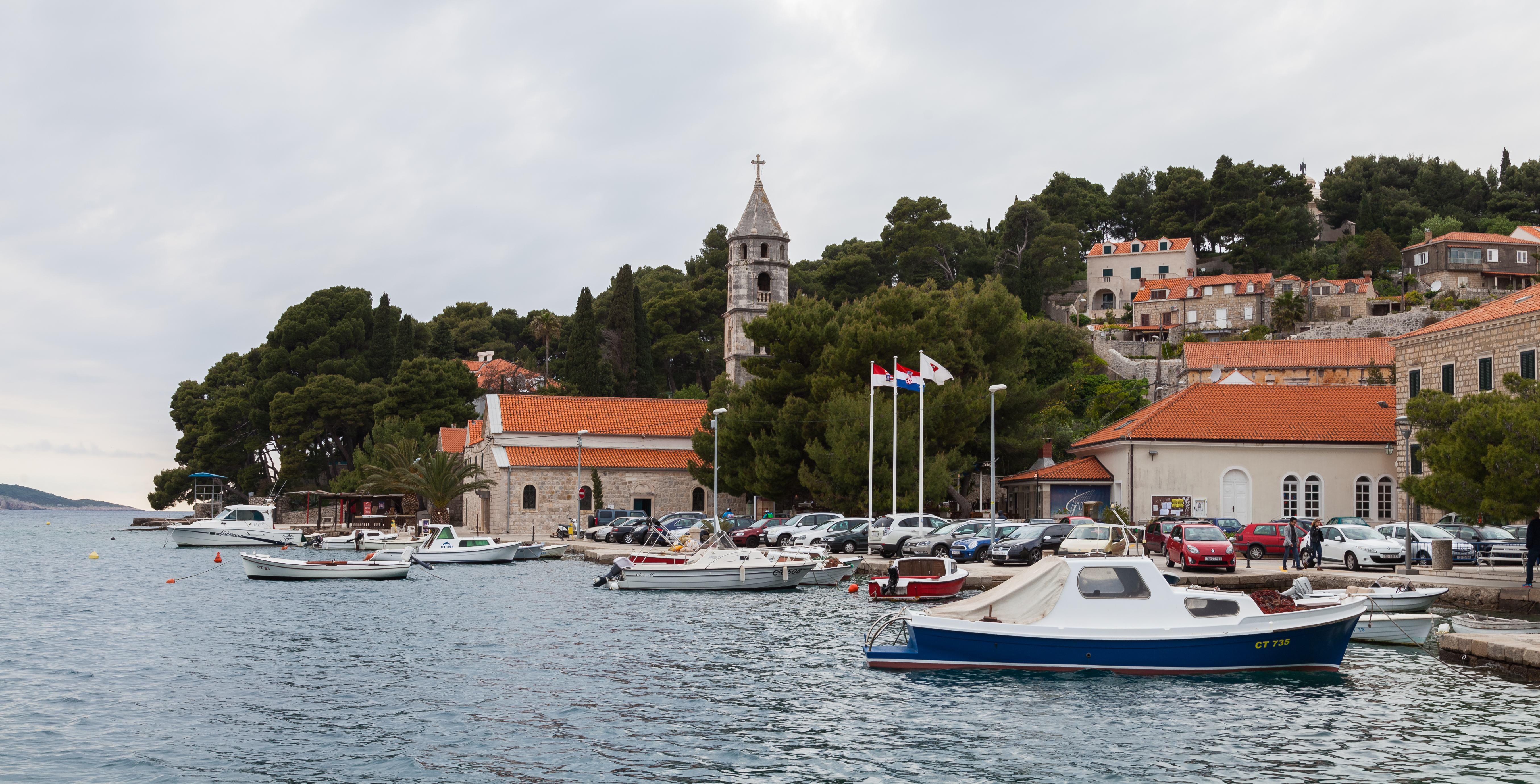
Порт
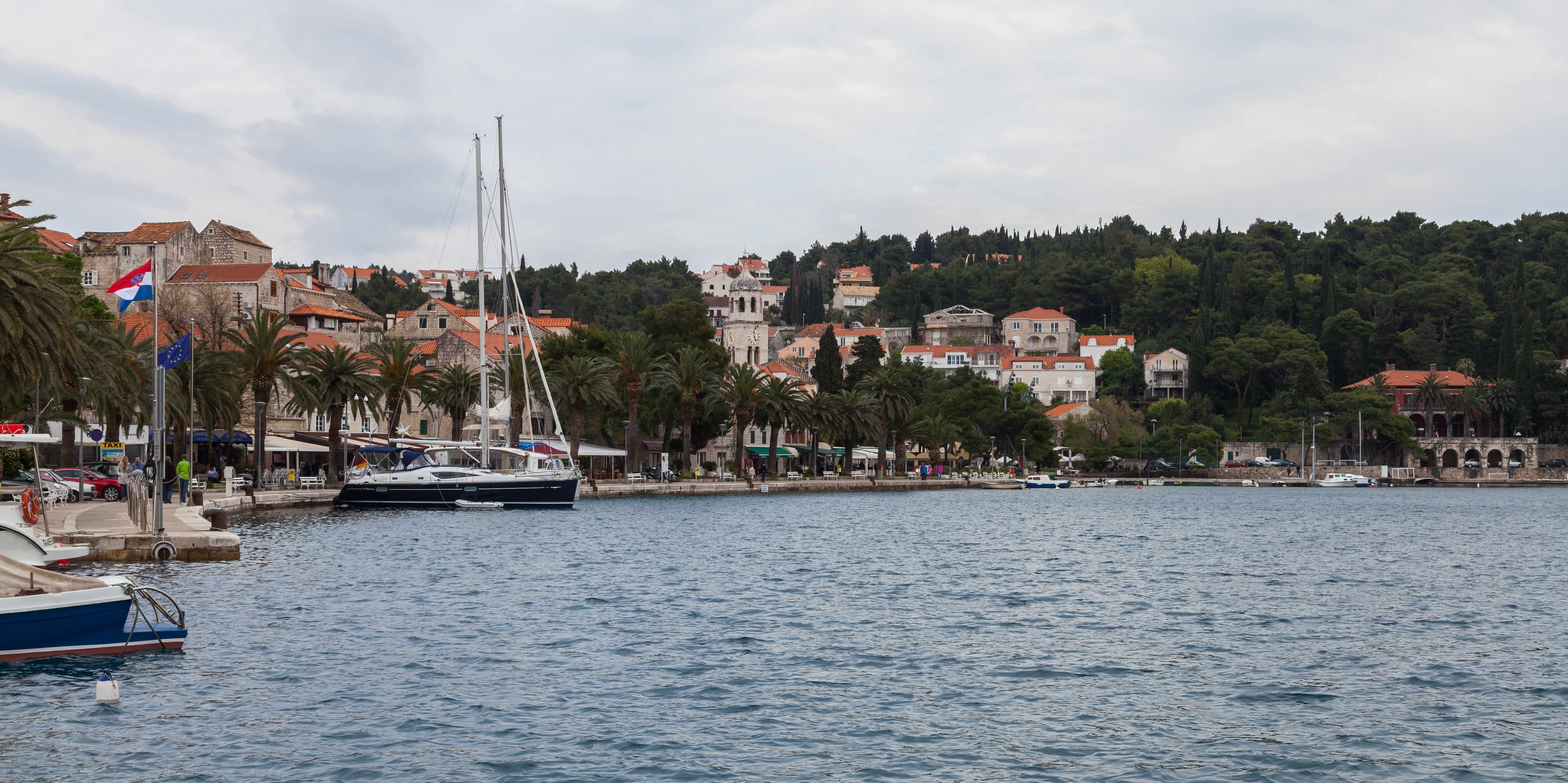
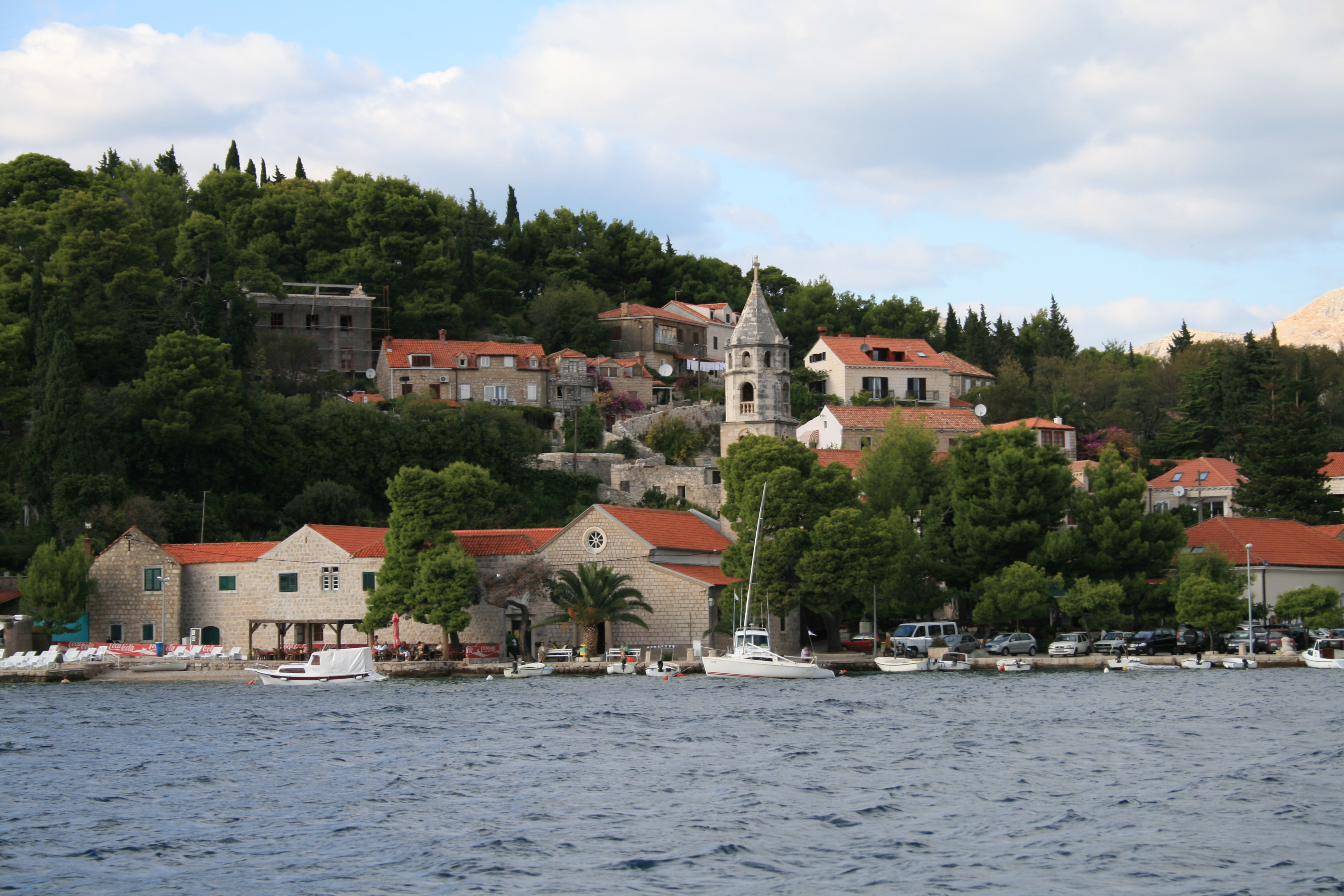
Історичний центр міста Цавтата
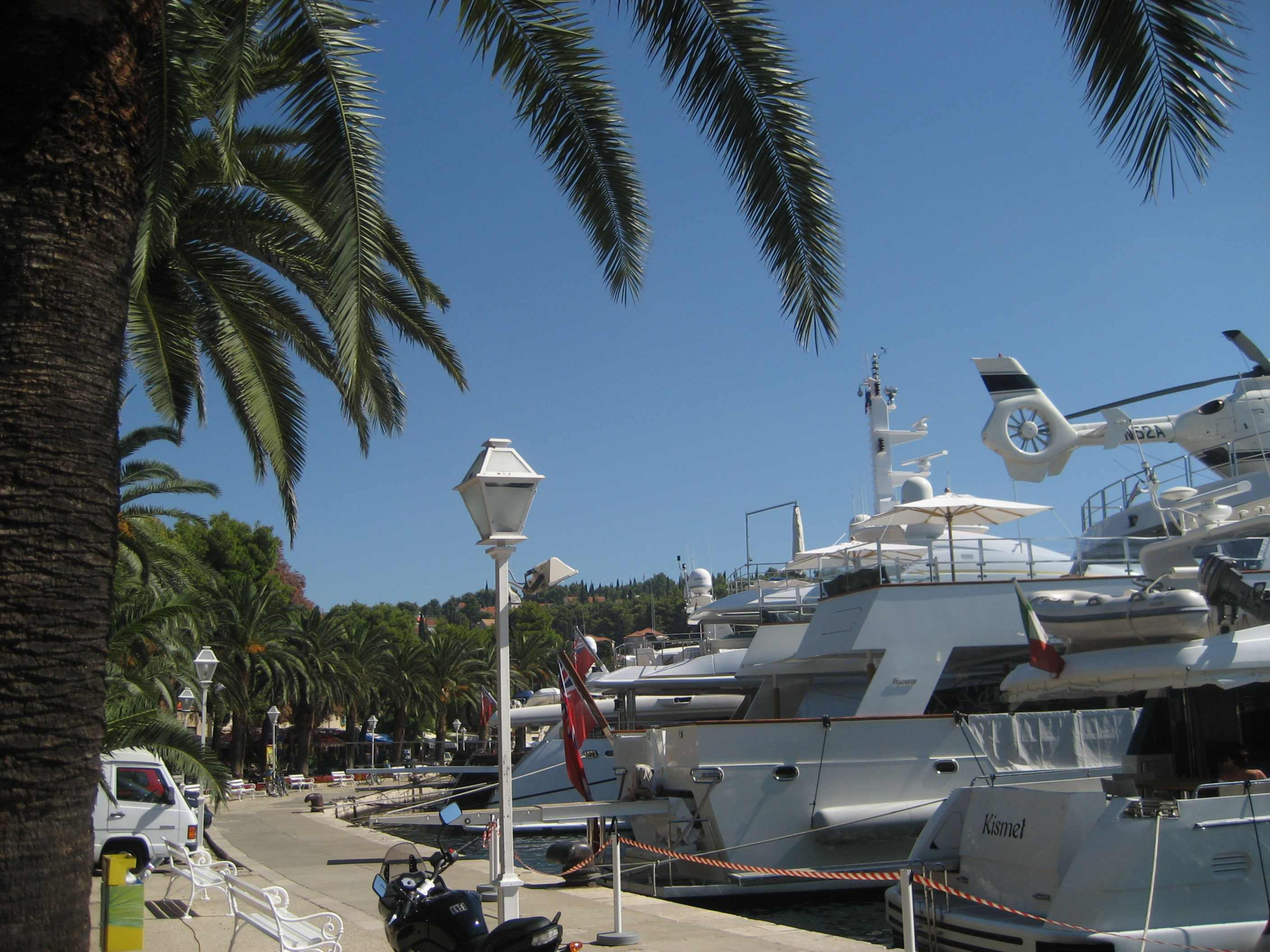
Яхти в порту
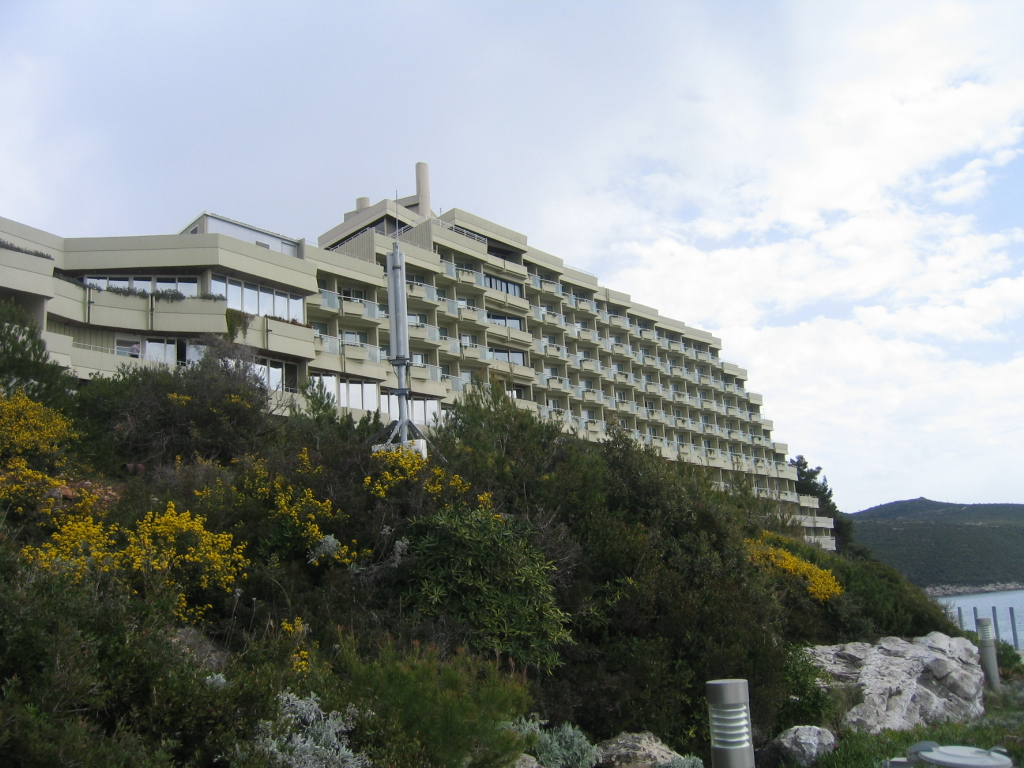
Готель
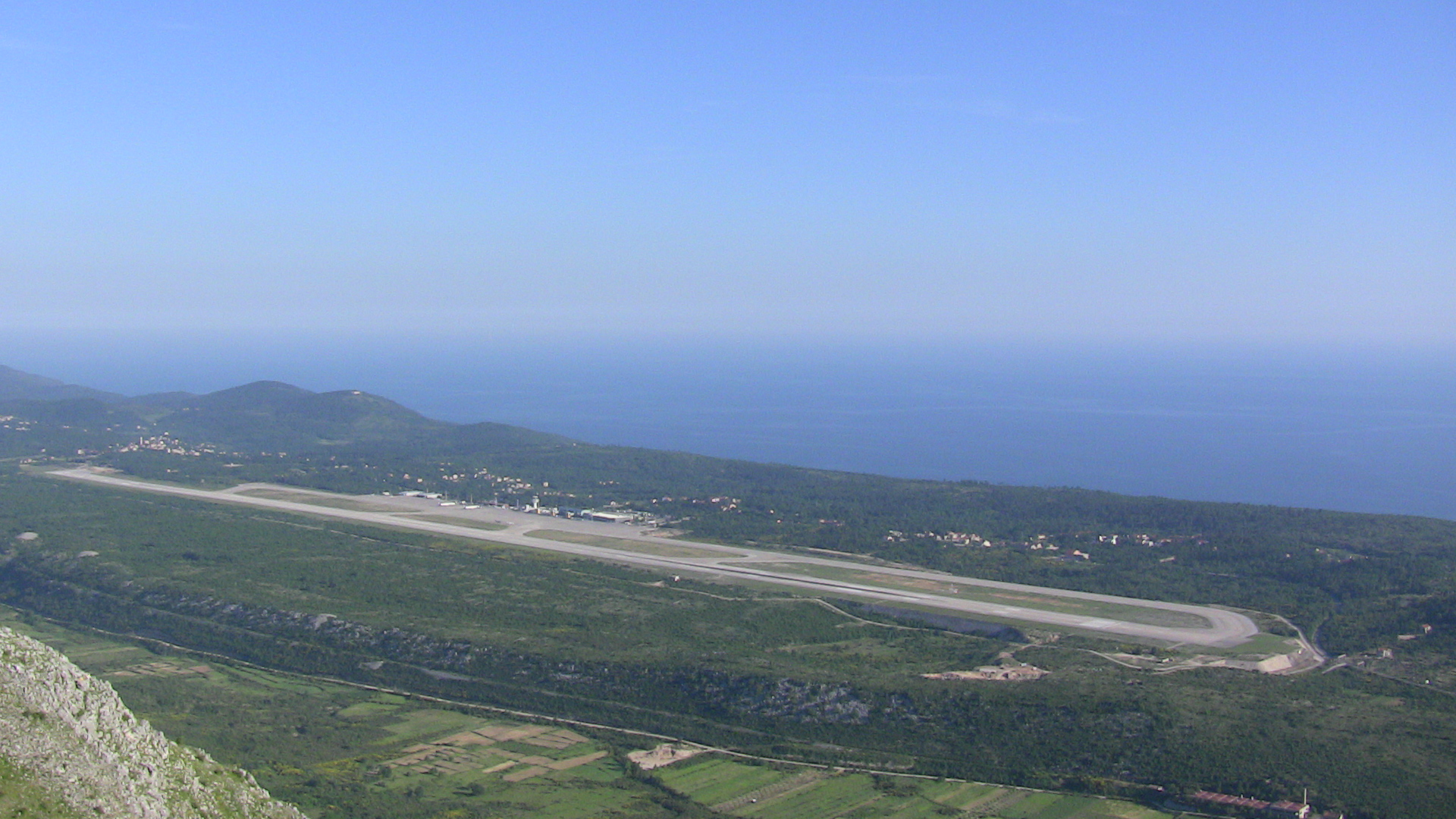
Аеродром
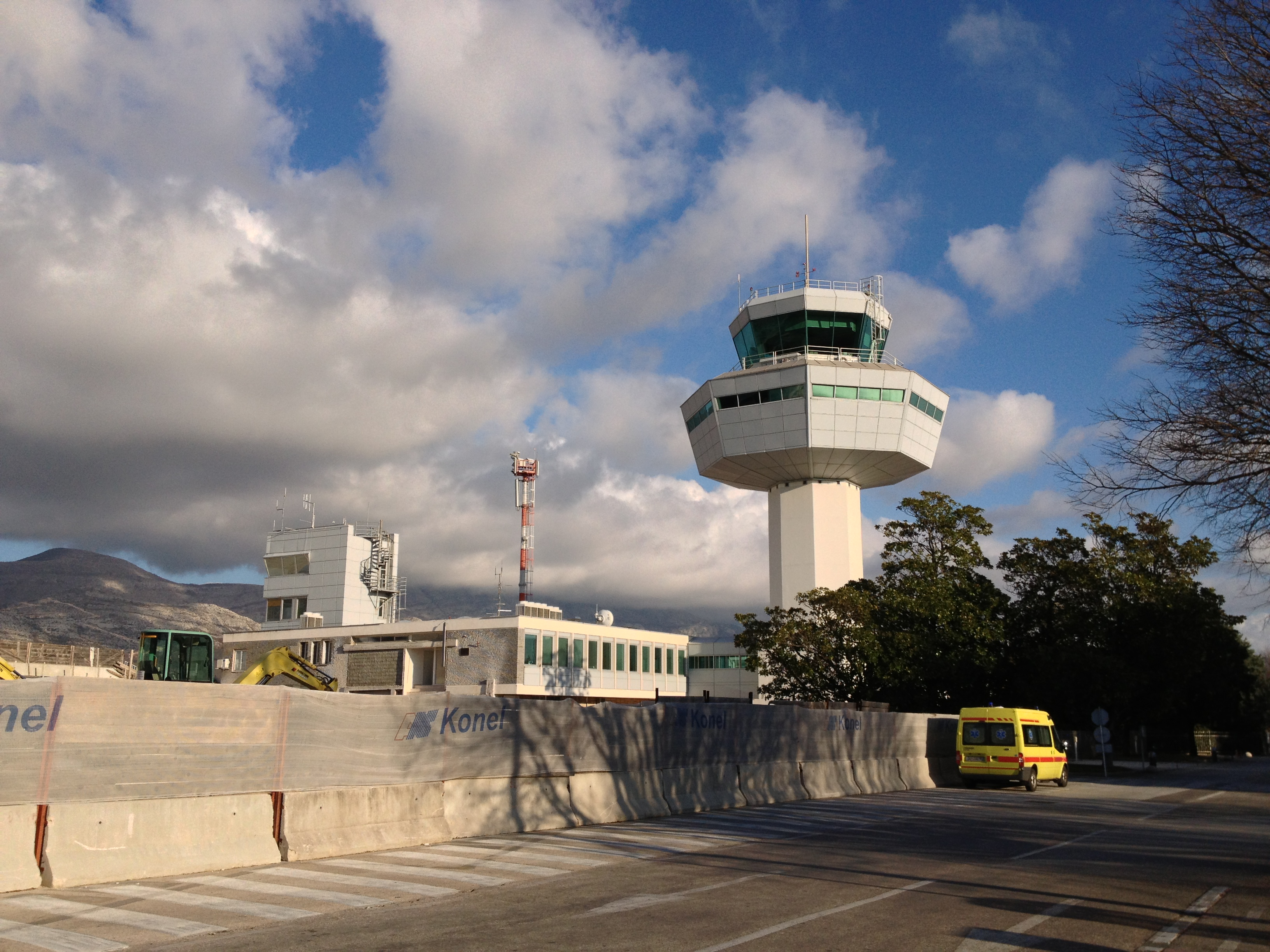
Аеропорт "Дубровник"
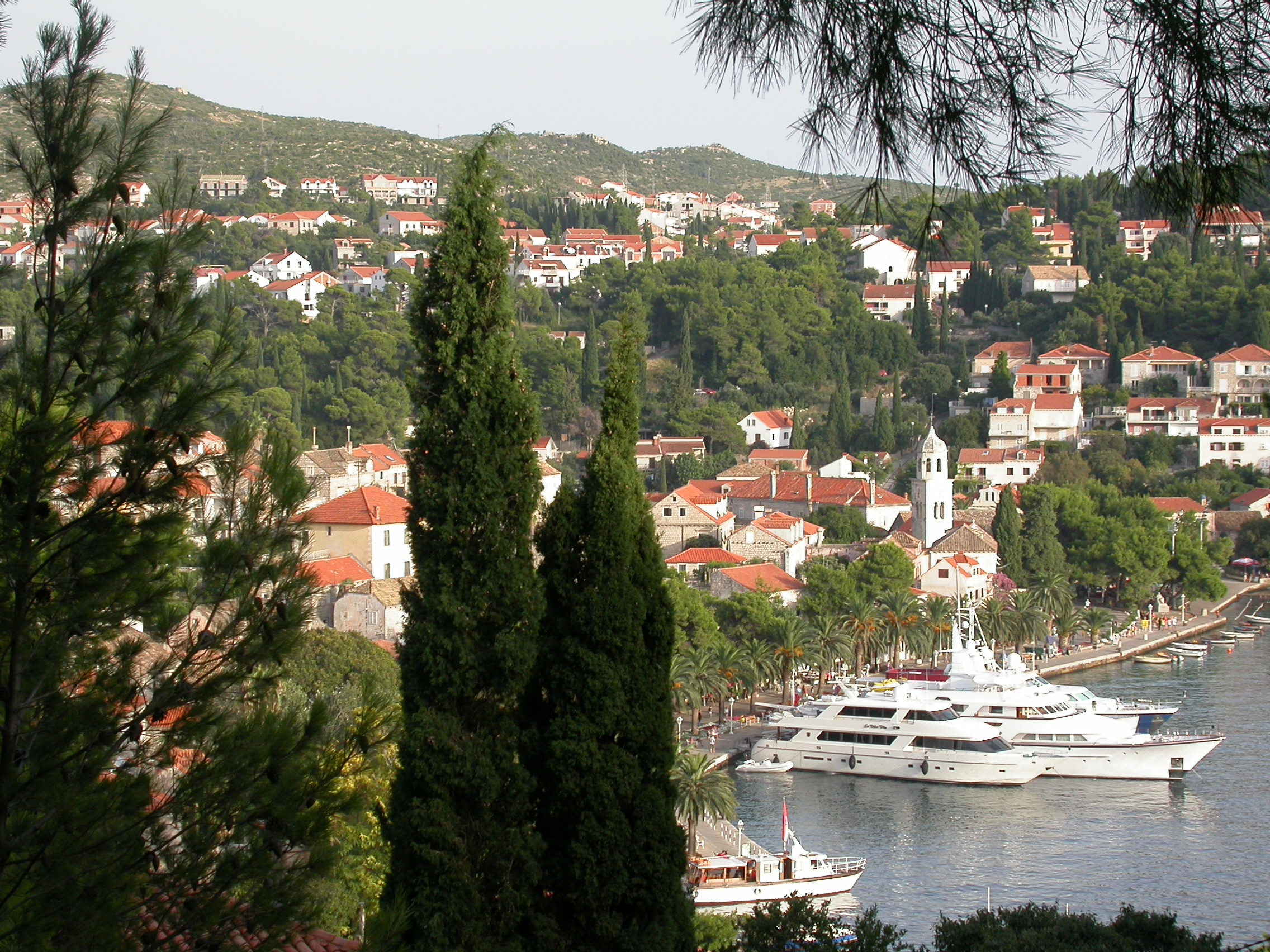
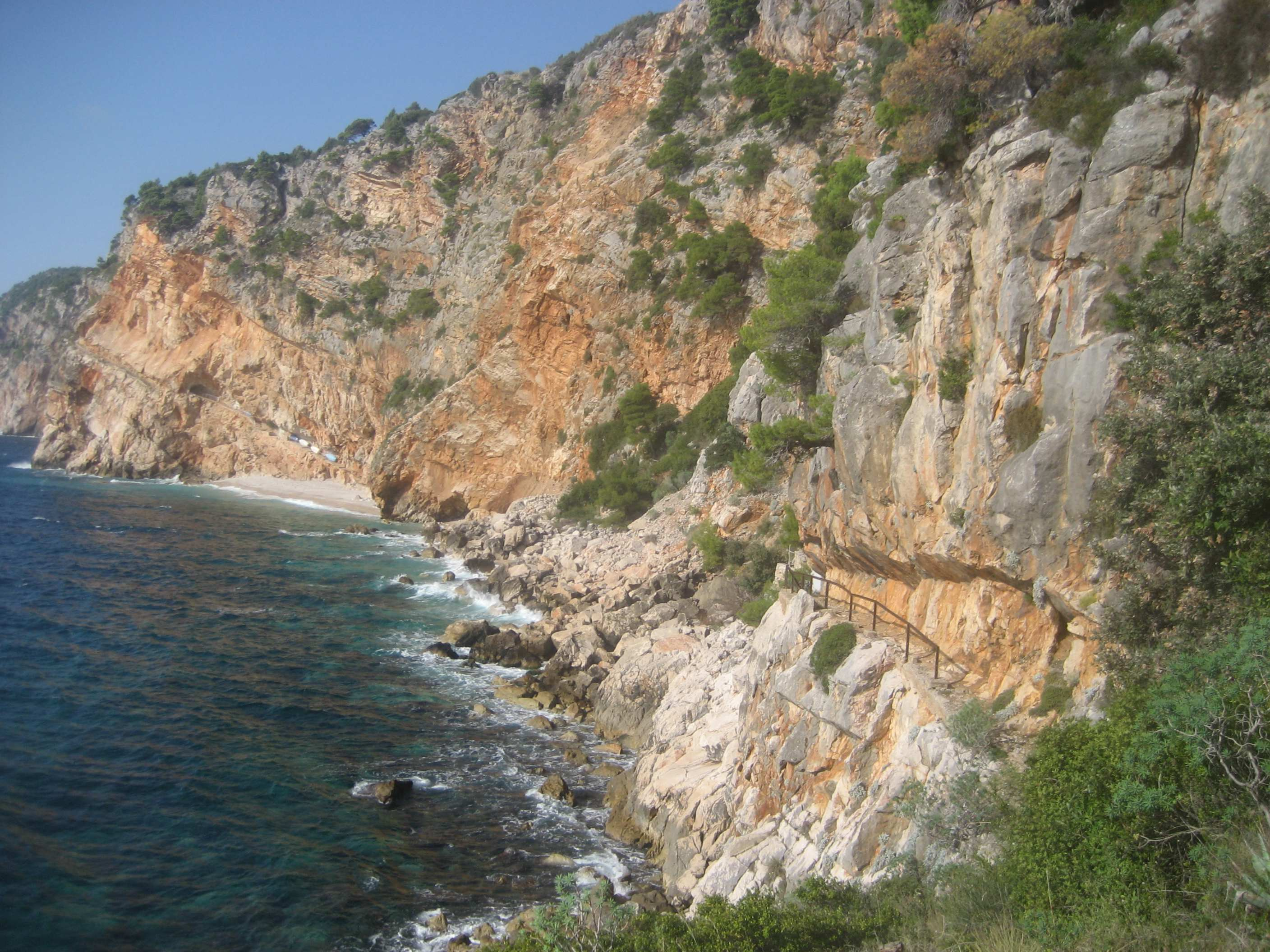
Узбережжя моря
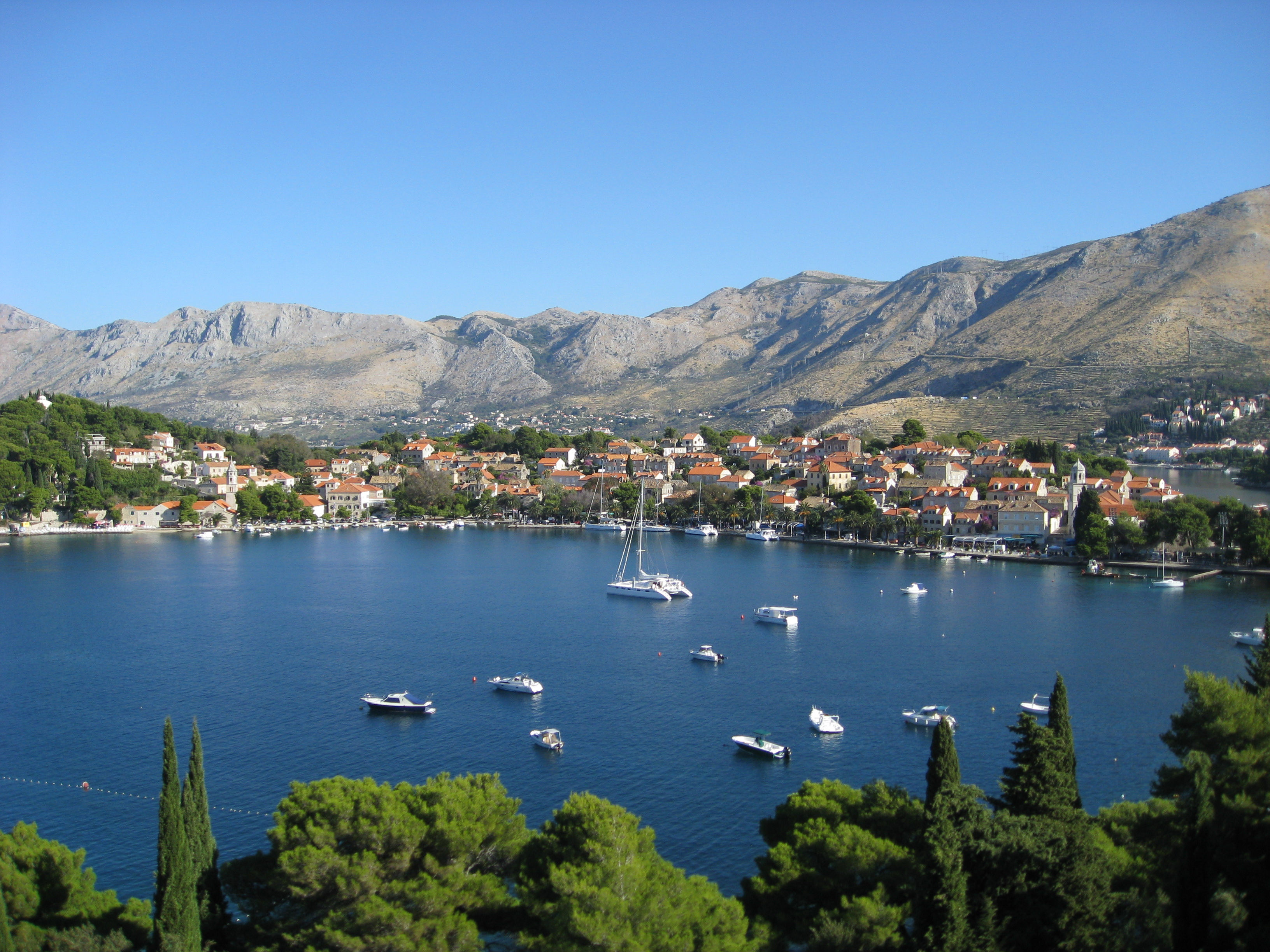
Яхти в затоці
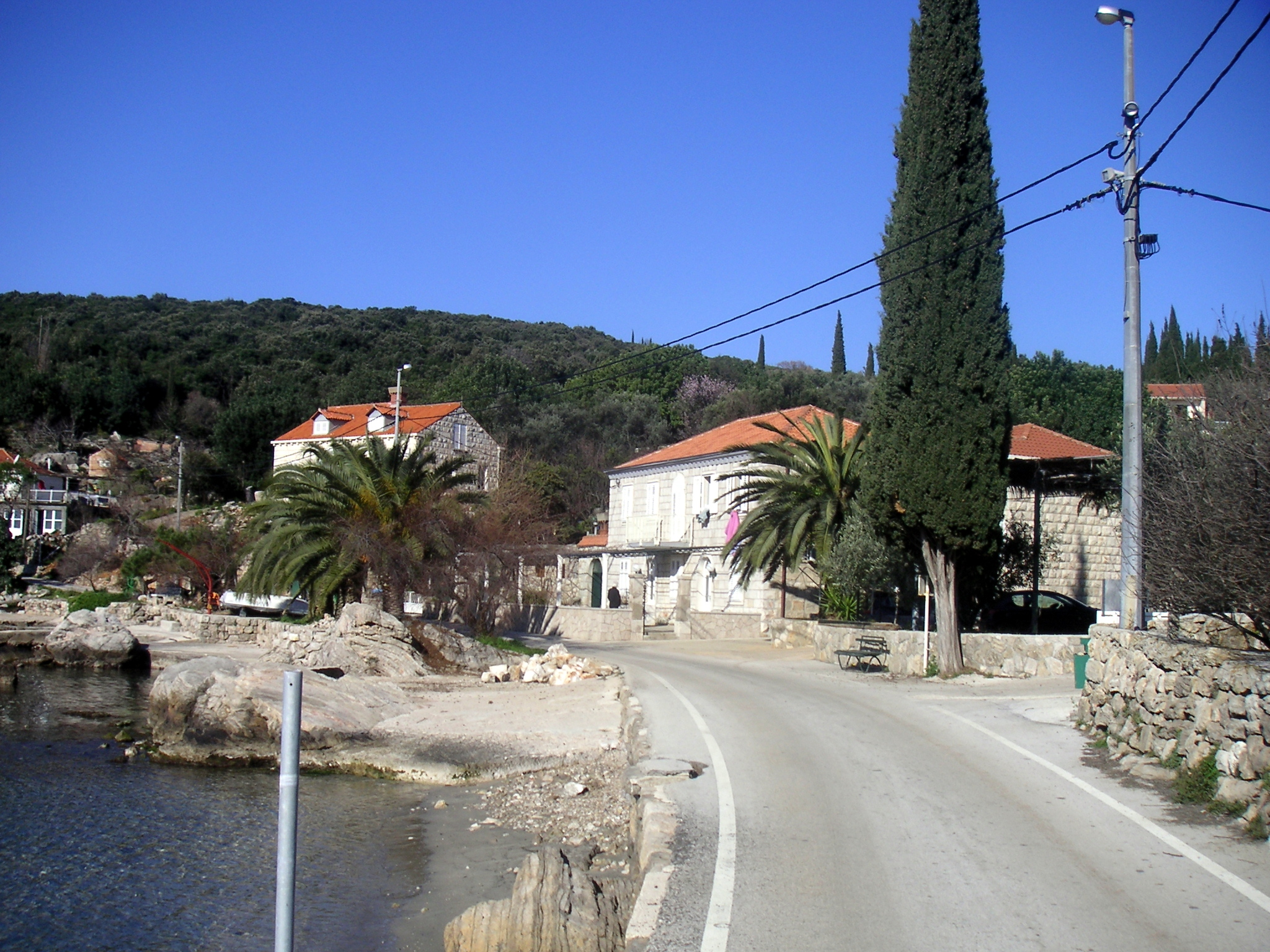
Головна вулиця Молуната
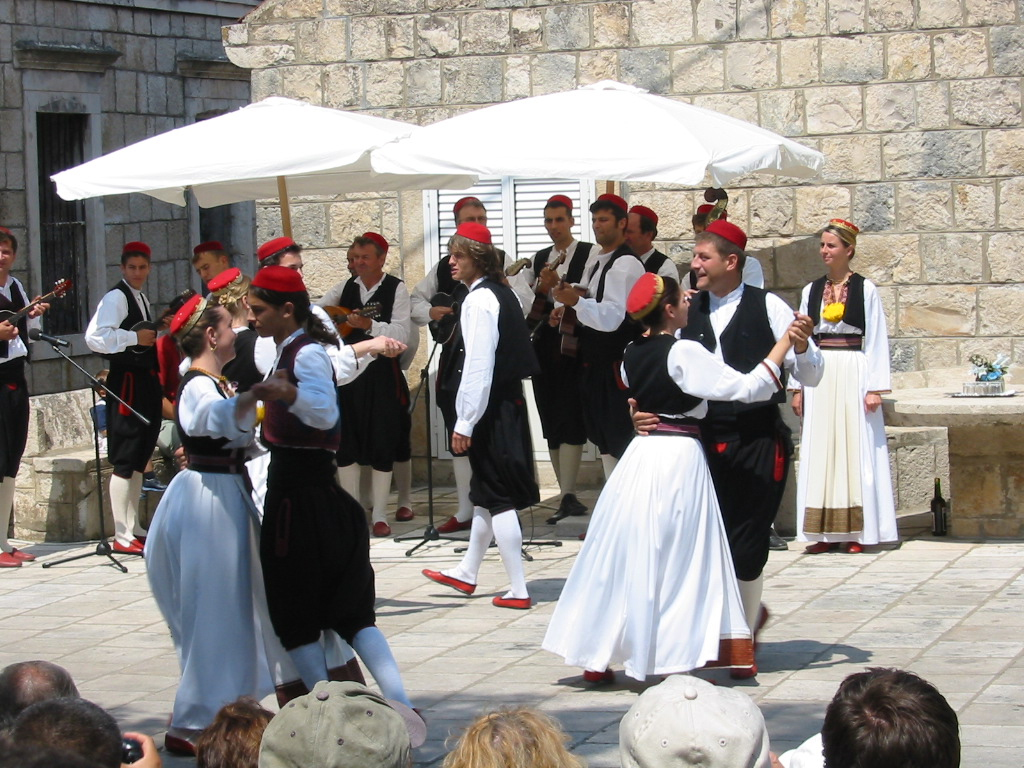
Народні танці в селі Чилипи
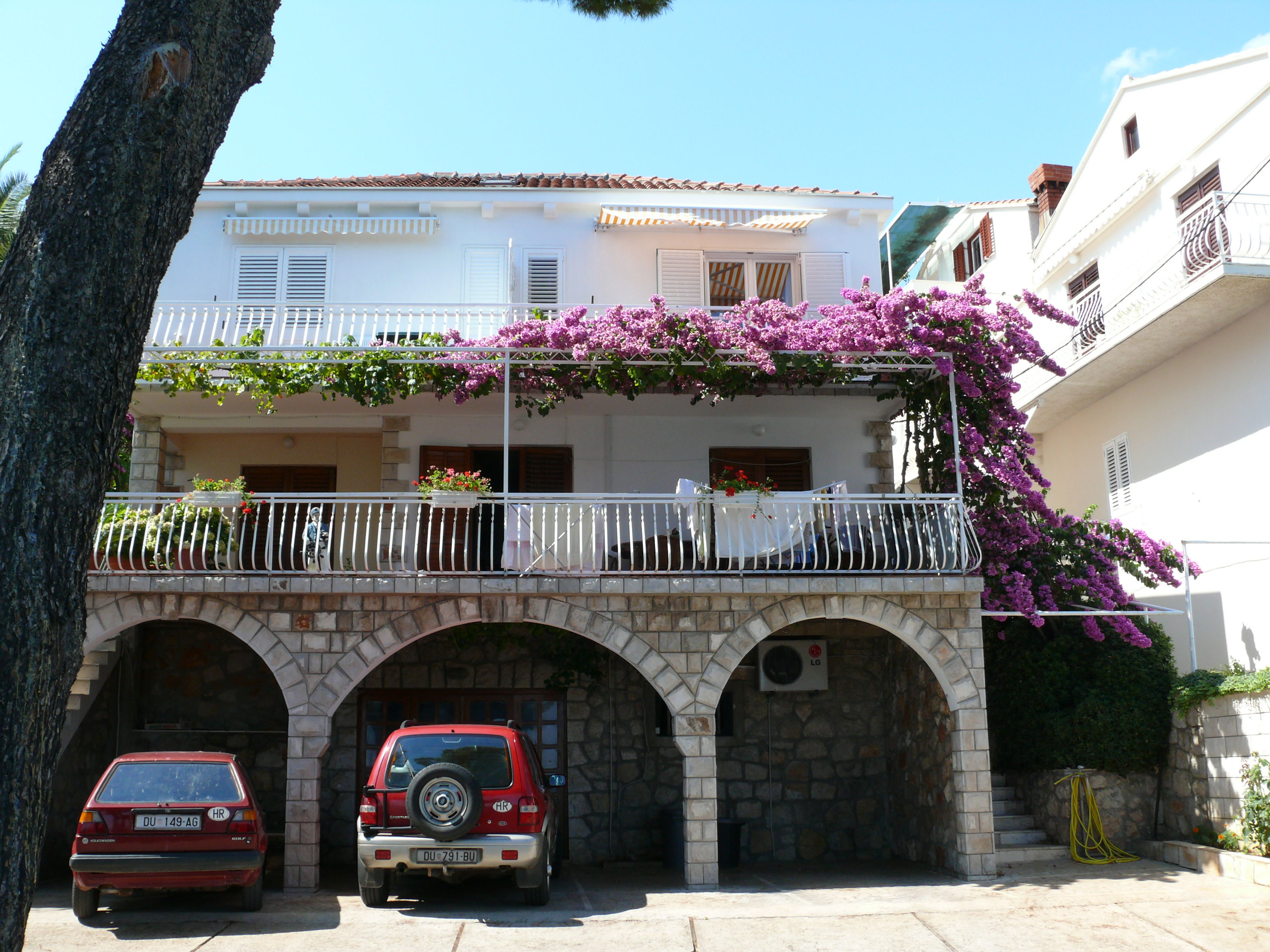
Готель в селі Молунат
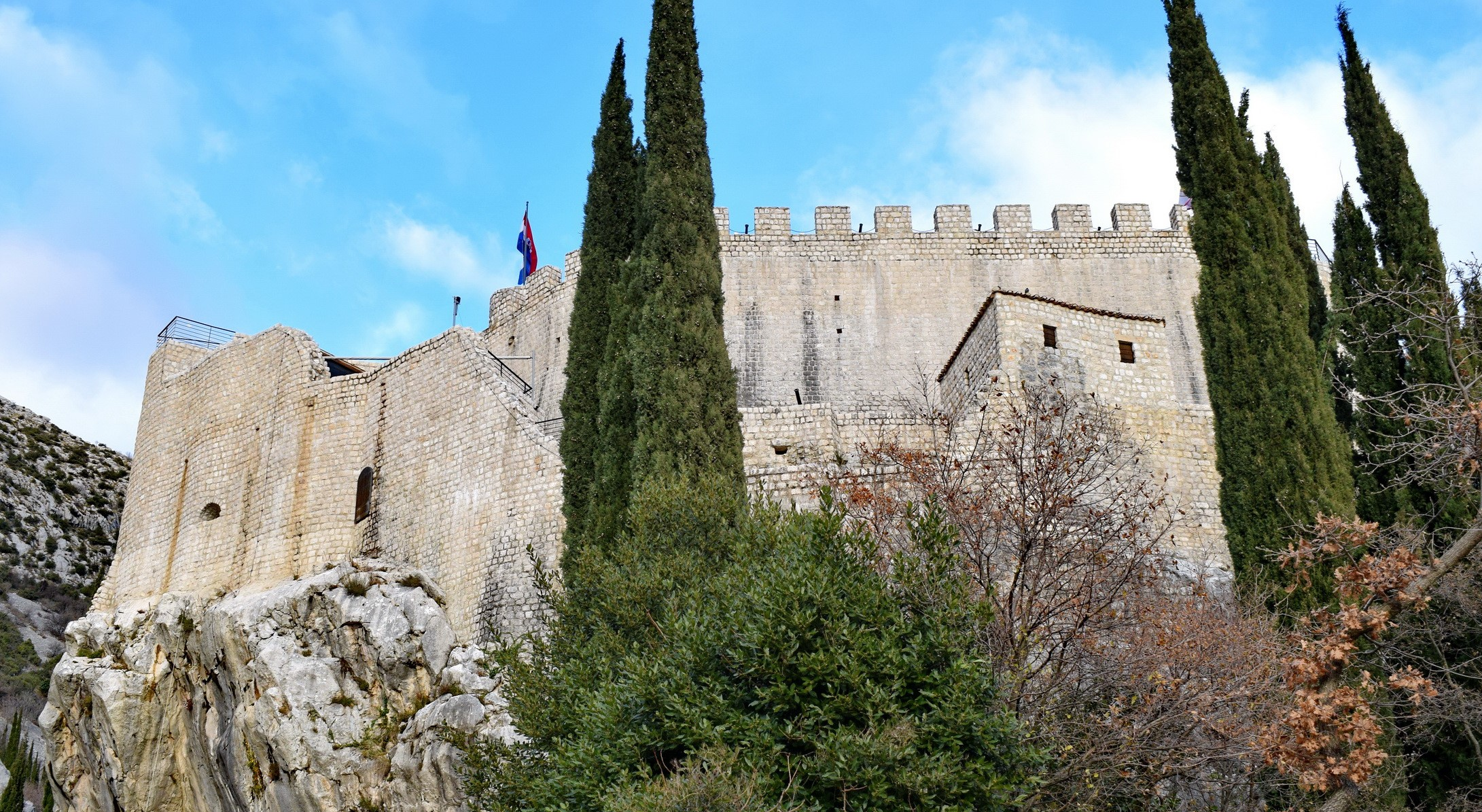
Фортеця Сокол-град в Дунаве
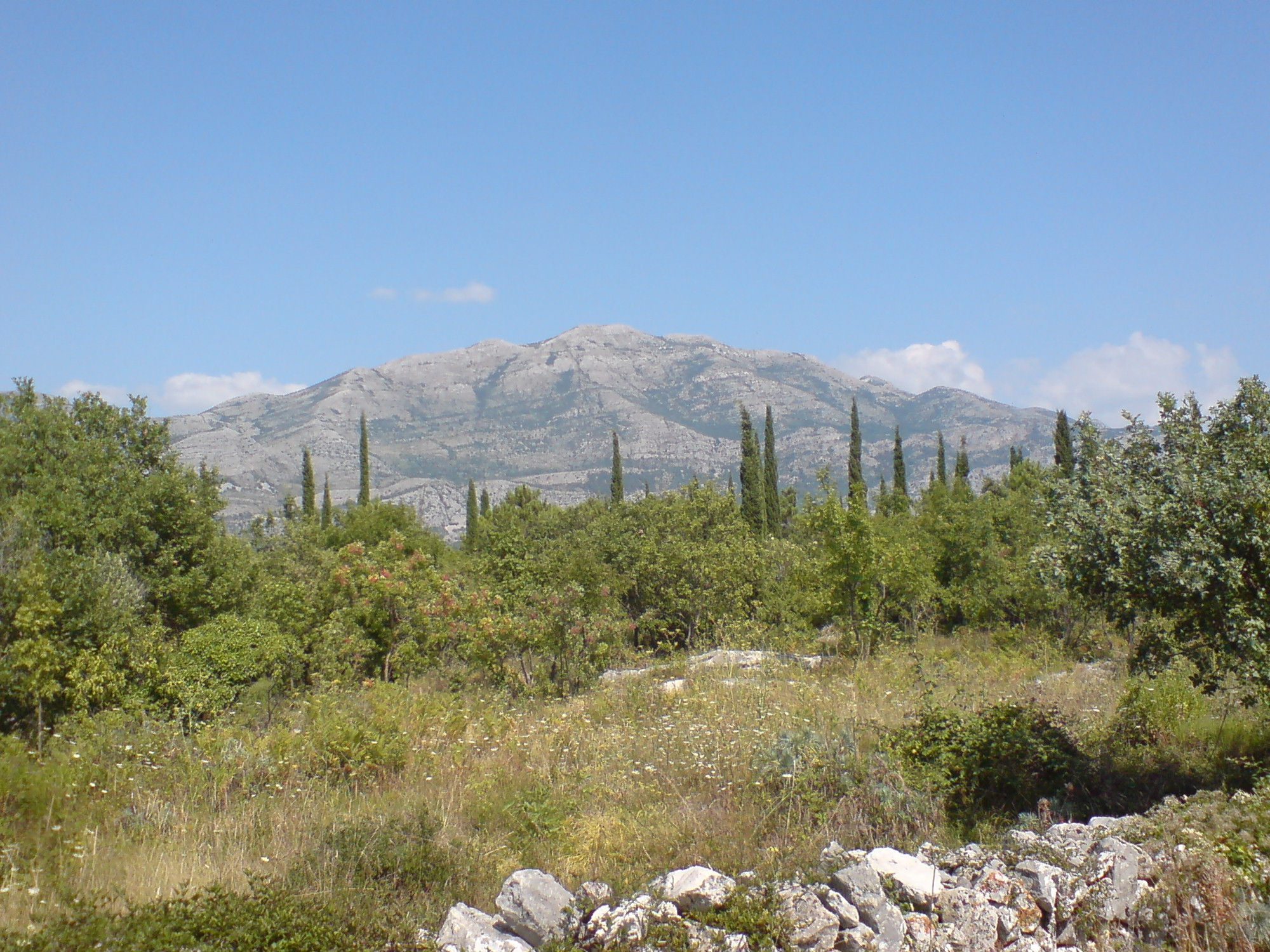
Снєжніца
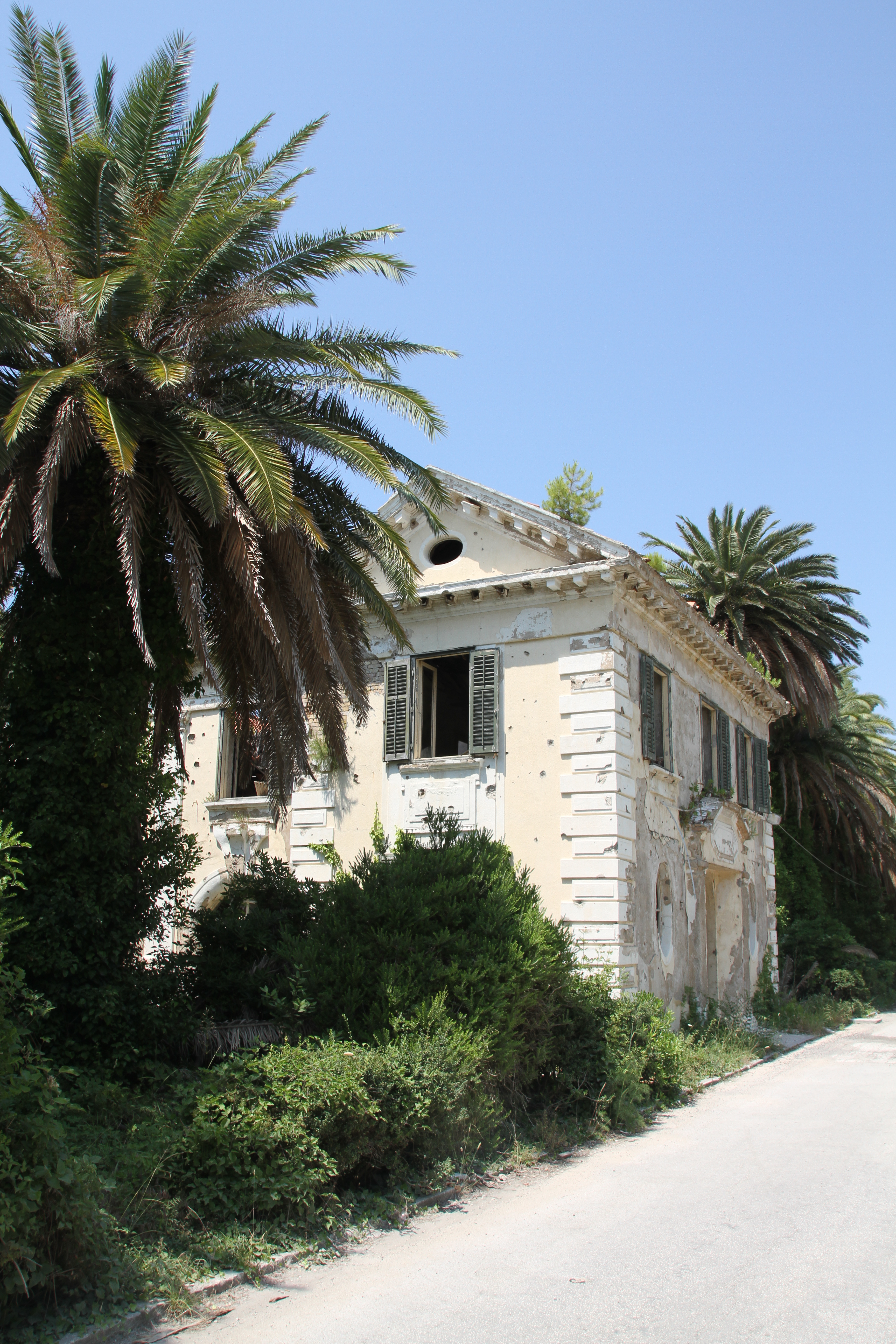
Покинутий будинок в Конавле